# Xã Van Buren, Quận Renville, Bắc Dakota
Xã Van Buren (tiếng Anh: Van Buren Township) là một xã thuộc quận Renville, tiểu bang Bắc Dakota, Hoa Kỳ. Năm 2010, dân số của xã này là 46 người.